# پائولو فاراگو
پائولو فاراگو (انگلیسی: Paolo Faragò؛ زادهٔ ۱۲ فوریهٔ ۱۹۹۳) بازیکن فوتبال اهل ایتالیا است.
از باشگاه‌هایی که در آن بازی کرده‌است می‌توان به باشگاه فوتبال کالیاری و باشگاه فوتبال نووارا اشاره کرد.
وی همچنین در تیم‌های ملی فوتبال زیر ۲۰ سال ایتالیا، Italy under-21 Serie B representative team, Italy Lega Pro representative teams، و Italy at the 2015 Summer Universiade بازی کرده‌است.